# Niditinea erschoffi
Niditinea erschoffi är en fjärilsart som beskrevs av Aleksei Konstantinovich Zagulajev 1983. Niditinea erschoffi ingår i släktet Niditinea och familjen äkta malar.
Artens utbredningsområde är Uzbekistan. Inga underarter finns listade i Catalogue of Life.